# Scuola dei Casselleri
La Scuola dei Casselleri abritait l’école de dévotion et de charité de l’art des fabricants de caisses de Venise. Elle est située fondamenta Santa Maria Formosa, 5264a dans le sestiere de Castello.

## L'art des casseleri
Le saint patron de l'Art était d'abord  Purificazione della Beata Vergine Maria, ensuite San Giuseppe (ou Sant'Isepo). L'autel se trouvait en l'église Santa Maria Formosa dans la capella Grimani ou di San Giuseppe ou della Madonna del parto, à droite de l'autel principal.
Les statistiques de 1773 ont dénombré 65 capimaestris, 15 garzoni, 60 travailleurs.